# Рикар, Этьенн Пьер Сильвестр
Этье́нн Пьер Сильве́стр Рика́р (фр. Étienne Pierre Sylvestre Ricard; 1771—1843) — французский военный деятель, дивизионный генерал (1812 год), барон (1808 год), граф (1817 год), пэр Франции, участник революционных и наполеоновских войн. Имя генерала выбито на Триумфальной арке в Париже.

## Биография
Родился 31 декабря 1771 года в Кастре. В военную службу вступил в 1788 году и в 1791 году вступил в ряды революционной Рейнской армии лейтенантом, сражался в Бельгии и Голландии, в 1792 году получил чин капитана.
В 1799 году состоял в штабе генерала (впоследствии маршала) Сюше и был в делах против австрийцев и русских в Италии. За отличие в 1801 году был награждён орденом Почётного легиона и произведён в полковники.
В 1805 году Рикар состоял 1-м адъютантом в штабе 4-го корпуса маршала Сульта и в 1806 году отличился в сражении при Йене, за что получил чин бригадного генерала с назначением командиром 1-й бригады 1-й дивизии 3-го корпуса генерала Морана. Вслед затем он принимал участие в битве под Фридландом и за отличие был награждён командорским крестом ордена Почётного легиона.
С 1808 года Рикар состоял начальником штаба 2-го корпуса в Испанской армии, однако в следующем году находился в Австрии, где отличился в сражении под Ваграмом.
По заключении Шёнбруннского мира Рикар вновь отправился на Пиренеи, и в Португалии принял участие в ряде боёв с англичанами. В 1811 году он отличился в сражении при Таррагоне.
В 1812 году Рикар находился в Великой армии, собранной для похода в Россию. С началом военных действий он с отдельным отрядом прусских войск захватил крепость Динабург, где его трофеями стали 40 пушек и многочисленные припасы. Затем он принимал участие в ряде сражений с русскими войсками и после того как французы вошли в Москву Наполеон 10 сентября произвёл Рикара в дивизионные генералы и даровал титул графа Империи. Командуя 2-й дивизией 1-го корпуса (бывшая дивизия Фриана) Рикар был ранен 18 ноября в сражении под Красным.
В 1813 году, по выздоровлении, Рикар получил в командование дивизию в 3-м корпусе и участвовал в сражениях при Вайсенфельсе, при Лютцене и при Кацбахе. В Битве народов под Лейпциге он на время заменил на посту командира 3-го корпуса раненного генерала Суама. В конце октября Рикар вступил в командование 8-й дивизией в корпусе маршала Мармона.
В кампании 1814 года во Франции Рикар также принял участие во множестве сражений с союзниками: при Ла-Ротьере, при Шампобере, при Монмирале, при Вошане, при Реймсе, при Фер-Шампенуазе. Во время обороны Парижа он был комендантом города и при отражении штурма получил тяжёлое ранение.
При реставрации Бурбонов Рикар остался в армии и командовал 10-м военным округом в Тулузе, однако в январе 1815 года был уволен в отставку. При возвращении Наполеона с острова Эльбы Рикар отказался его признать и сопровождал короля Людовика XVIII в Гент, а при второй реставрации был назначен пэром Франции (17 августа 1815 года). В 1817 году король подтвердил его графский титул.
С 1823 года Рикар командовал 1-й дивизией в корпусе маршала Лористона, с 1825 года возглавлял 8-й военный округ и с 1829 года являлся командиром 1-й дивизии Королевской гвардии.
После июльской революции 1830 года Рикар был отправлен в отставку, однако сохранил звание пэра и заседал в Верхней палате французского парламента вплоть до самой своей смерти, последовавшей в замке Варэ 6 ноября 1843 года.
Впоследствии имя Рикара было выбито на Триумфальной арке в Париже.

## Воинские звания
- Младший лейтенант (15 сентября 1791 года);
- Лейтенант (1 июня 1792 года);
- Капитан (20 августа 1792 года);
- Командир эскадрона (12 июля 1799 года);
- Полковник (31 декабря 1799 года, утверждён 7 августа 1800 года);
- Бригадный генерал (13 ноября 1806 года);
- Дивизионный генерал (10 сентября 1812 года).

## Титулы

Герб барона.

- Барон Рикар и Империи (фр. baron Ricard et de l'Empire; декрет от 19 марта 1808 года, патент подтверждён 7 июня 1808 года)[1];
- Граф Рикар (фр. comte Ricard; 31 июля 1817 года).

## Награды
Легионер ордена Почётного легиона (5 февраля 1804 года)
 Офицер ордена Почётного легиона (14 июня 1804 года)
 Коммандан ордена Почётного легиона (7 июля 1807 года)
 Великий офицер ордена Почётного легиона (10 августа 1813 года)
 Большой крест ордена Почётного легион (2 октября 1823 года)
 Кавалер военного ордена Святого Людовика (1 июня 1814 года)
 Кавалер саксонского военного ордена Святого Генриха (16 апреля 1808 года)
 Большой крест испанского ордена Святого Фердинанда (20 октября 1823 года)